# Спикул (футбольный клуб, Фалешты)
«Спикул» (рум. Spicul) — ныне несуществующий молдавский футбольный клуб из города Фалешты, был основан в 1991 году под названием «Кристалл» (рум. Cristalul). В сезонах 1992, 1992/93, 1993/94, 1994/95 команда выступала в высшей лиге молдавского футбола — Национальном дивизионе. В 1998 году клуб прекратил своё существование.

## История названий
- 1991 — «Кристалл»
- 1995 — «Спикул»